# Saint-Genis-l'Argentière
Saint-Genis-l'Argentière es una comuna francesa situada en el departamento del Ródano, en la región de Auvernia-Ródano-Alpes.

## Demografía
| 600 | 569 | 549 | 656 | 802 | 860 | 987 |
| Para los censos de 1962 a 1999 la población legal corresponde a la población sin duplicidades (Fuente: INSEE [Consultar]) |     |     |     |     |     |     |